# Лапин, Герасим Ильич
Герасим Ильич Лапин (17.03.1907, дер. Гранкина, в Дмитровском районе Орловской области — 21.12.1987, Донецк) — в 1943 году красноармеец, стрелок 8-й роты 718-го полка 139-й стрелковой дивизии (сибиряков) под командованием полковника И. К. Кириллова 10-й армии Западного фронта.
Герасим Ильич призван в Красную Армию 10 июля 1943 года Кировским районным военным комиссариатом города Новосибирска. С 5 сентября 1943 года участник Великой Отечественной войны.
Участвовал в бою 13—14 сентября 1943 года на высоте 224.1 у деревни Рубеженка, Калужской области, где насмерть стояли 18 солдат 718-го полка против примерно 200 пехотинцев Вермахта.
В живых остались двое — сержант Константин Власов и красноармеец Герасим Лапин. Раненые и контуженные, они чудом спаслись — Власов попал в плен, оттуда бежал к партизанам; Лапин был найден наступающими советскими бойцами среди трупов — пришёл в себя, оправился от ран и вновь воевал в составе 139-й дивизии.
Подвиг запечатлён в песне «На безымянной высоте» — композитор Вениамин Баснер, поэт Михаил Матусовский. Все участники боя, включая Лапина (на тот момент считавшегося погибшим), были представлены к присвоению званий Герой Советского Союза, но награждены орденами Отечественной войны I степени.
После войны Лапин вернулся в родной Кировский район Донецка и принимал активное участие в восстановлении города.
Указом Президиума Верховного Совета СССР от 6 апреля 1985 года награждён вторым орденом Отечественной войны I степени.